# Урголь
Урголь — река в Пучежском районе Ивановской области России, правый приток Ячменки. Длина — 11 км.
Исток — у деревни Пустынь, впадает в Ячменку у деревни Поселихино в 8 км от её устья.

## Данные водного реестра
По данным государственного водного реестра России относится к Верхневолжскому бассейновому округу, водохозяйственный участок реки — Волга от города Кострома до Горьковского гидроузла (Горьковское водохранилище), без реки Унжа, речной подбассейн реки — Волга ниже Рыбинского водохранилища до впадения Оки. Речной бассейн реки — (Верхняя) Волга до Куйбышевского водохранилища (без бассейна Оки).
Код объекта в государственном водном реестре — 08010300412110000017061.